# 南三陸 (列車)
南三陸（みなみさんりく）は、かつて東日本旅客鉄道が仙台駅 - 気仙沼駅間を東北本線・石巻線・気仙沼線経由で運転していた快速列車である。

## 概要
仙台と気仙沼地域を直通する唯一の定期列車であった。指定席も設定され、地域間輸送列車としての役割を担っていた。
しかし、東日本大震災で運行区間の大半が不通となると当列車も運行休止となり、数か月後には時刻表からも設定が消滅。その後、気仙沼線の柳津駅以北がBRTに転換（代行運行ののちに正式に鉄道事業を廃止）したため、従来の路線での直通列車運行は不可能となった。

## 運行概況
午前と午後に合わせて2往復（1 - 4号）が設定されていた。1・4号は平日は全車自由席であり、1・4号の土曜・休日と2・3号には指定席車が連結されていた。
盆と年末年始には増発列車「南三陸81・82号」が運転された。

### 停車駅
仙台駅 - 小牛田駅 - 涌谷駅 - 前谷地駅 - 陸前豊里駅 - 柳津駅 - 志津川駅 - 歌津駅 - 本吉駅 - （大谷海岸駅） - （陸前階上駅） - 南気仙沼駅 - （不動の沢駅） - 気仙沼駅
2001年11月30日までの盛駅発着列車の大船渡線区間の停車駅は、「南三陸3号」が気仙沼駅 - 盛駅間各駅停車であり、「南三陸2号」は盛駅 → 大船渡駅 → （後に細浦駅も追加） → 小友駅 → 陸前高田駅 → 鹿折唐桑駅 → 気仙沼駅の順に停車していた。また、かつて1・4号は東北本線内において塩釜駅・松島駅・鹿島台駅に停車していた。

## 使用車両

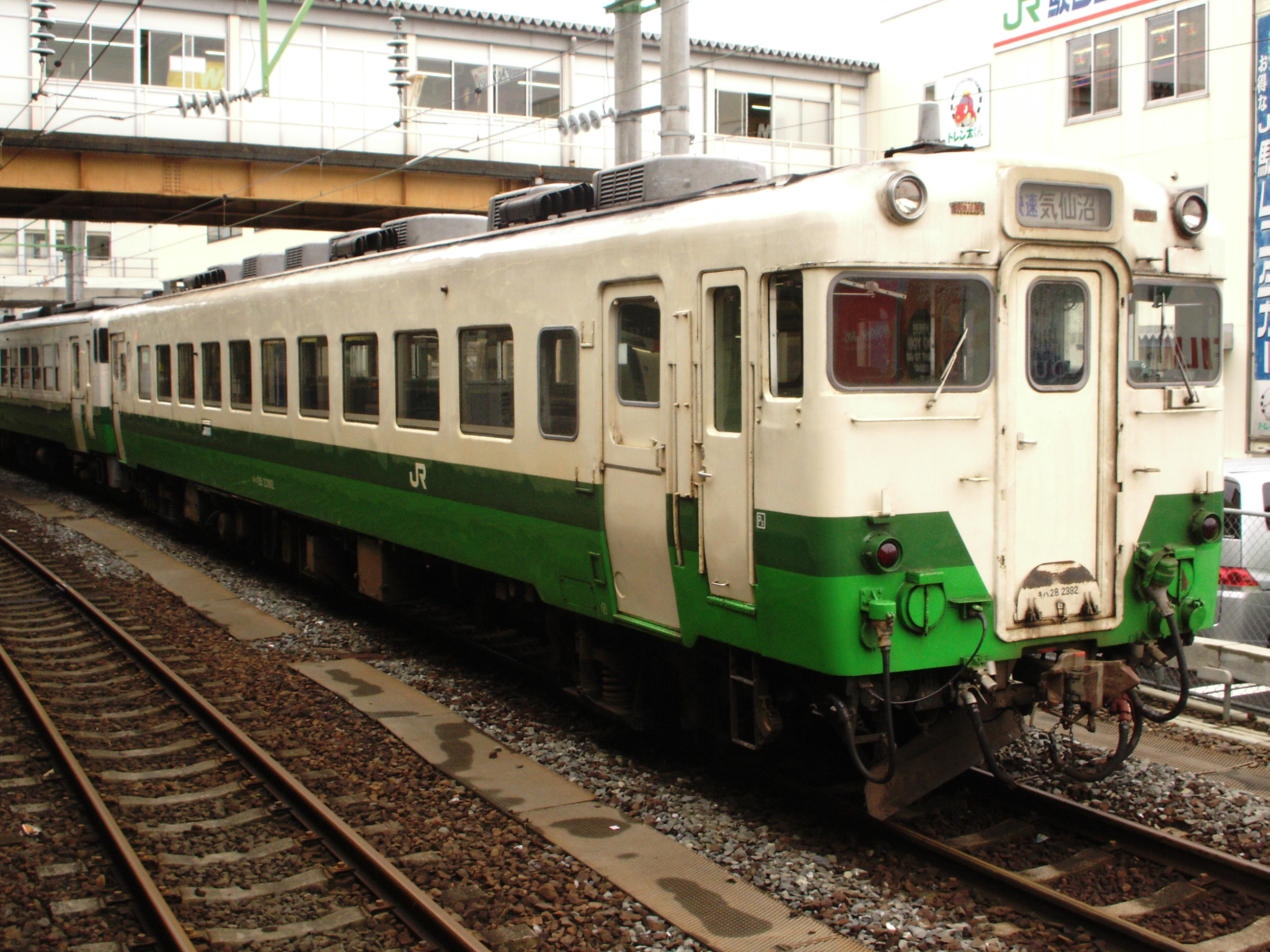
キハ28 2392（南三陸に使用 現在は廃車）

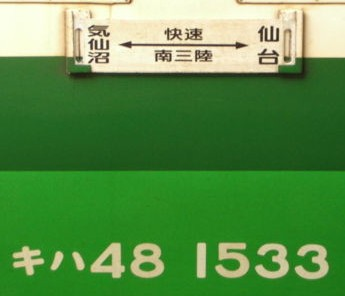
方向板

南三陸1・4号の1号車（自由席）は指定席用リクライニングシート車で運転されていた。2・3号の指定席車が休日を中心に1両増結される時期もあったが、晩年は通年1両であった。
- 南三陸2・3号
  - 小牛田運輸区所属のキハ110形気動車4両編成で運転。
1 - 3号車は自由席（100番台、セミクロスシート車）、4号車は指定席（0番台、リクライニングシート車）。
- 南三陸1・4号
  - 小牛田運輸区所属のキハ110型気動車平日3両、土休日4両編成で運転。
全車自由席。気仙沼寄り1両に0番台（リクライニングシート車）が連結される。
それ以外の自由席車両（100番台、セミクロスシート車）には、稀に陸羽東線･陸羽西線用の200番台が連結されることもあった。
4号は小牛田駅で仙台寄りに平日は2両、土休日は1両増結され、小牛田駅 - 仙台駅間は5両編成で運転された。
多客期を中心に指定席が連結されることがある。この場合、0番台が指定席車両となり、自由席に0番台が使用されることはなかった。
- 南三陸81・82号
  - 小牛田運輸区所属のキハ40・48形気動車2両編成で運転。
  - 全車自由席。

- 運行車両の変遷
  - 1992年3月13日まではキハ52形・キハ23形・キハ40・48形気動車
  - 1999年
    - 12月3日まではキハ28・58形気動車（増結車両としてはキハ40形もしくはキハ23形）
    - 12月4日からはキハ28・58形・キハ40・48形気動車

  - 2007年
    - 3月18日から、1・4号のみキハ110形に置き換え。
    - 7月1日から、2・3号もキハ110形に置き換え。

## 沿革
- 1986年（昭和61年）11月1日改正の時点で仙台駅 - 気仙沼駅間の無名快速列車が2往復設定されている。
3925D 仙台駅7時47分→気仙沼駅10時47分
3933D 仙台駅16時32分→気仙沼駅19時27分
3926D 気仙沼駅7時12分→仙台駅10時16分
3932D 気仙沼駅14時06分→仙台駅17時26分
  - 停車駅
    - 仙台駅 - 塩釜駅 - 松島駅 - 鹿島台駅 - 小牛田駅 - （上涌谷駅／3932Dのみ停車） - 涌谷駅 - 前谷地駅 - （気仙沼線内各駅停車） - 気仙沼駅
- 1988年（昭和63年）3月13日 - 快速列車として「南三陸」運転開始。
- 1990年（平成2年）
  - 3月10日 - 「南三陸2・3号」を大船渡線盛駅まで乗り入れ。「南三陸2・3号」の途中停車駅は、小牛田・涌谷・前谷地・陸前豊里・柳津・志津川・歌津・本吉・陸前階上・南気仙沼。「南三陸1・4号」の途中停車駅は、塩釜・松島・鹿島台・小牛田・前谷地・志津川・本吉・南気仙沼。
  - 5月 - 「南三陸1・4号」とジョイフルトレイン「グラシア号」がゴールデンウィークに併結運転する。
- 1992年（平成4年）3月14日 - 冷房付車両を導入、原則としてキハ58形を限定運用。「南三陸2・3号」は4両編成（うち2両が盛発着）、「南三陸1・4号」が3両運転になる（これ以前は通常平日2両）。
- 1993年（平成5年）12月1日 - 「南三陸2・3号」の仙台寄りに指定席車両の連結を開始（連結は気仙沼 - 仙台間）。
- 1998年（平成10年）3月14日 - 「南三陸2・3号」指定席車両を方向転換の上、気仙沼寄りの連結に変更。指定席を利用して盛まで利用できるように改善された（海側がD席となる）。
- 1999年（平成11年）12月4日 - 「南三陸3号」の土曜・休日における指定席車両を2両に増結。快速「いでゆ」のキハ110系化に伴い「南三陸2・3号」と「いでゆ」の共通運用廃止。
- 2001年（平成13年）
  - 平日、仙台へ行く女性を対象に「気仙沼・仙台レディースきっぷ」（往復指定席利用可）が3,000円で発売。
  - 12月1日 - 「南三陸2・3号」の気仙沼駅 - 盛駅間の運行が廃止され、全列車が気仙沼 - 仙台間の運転になる。
- 2002年（平成14年）12月1日 - 往復割引乗車券「南三陸・仙台往復きっぷ」（仙台地区は「仙台・南三陸往復きっぷ」）発売。
- 2003年（平成15年）
  - 5月5日 - 「グラシア号」のさよなら運転が、ゴールデンウィークの臨時列車で運行。
  - 12月25日 - 「南三陸」の全車両において側面の行先表示板の使用を中止、前面の列車種別幕への行先表示に変更。
- 2007年（平成19年）
  - 3月18日 - 同日のダイヤ改正より、「南三陸1・4号」をキハ110系に置き換え。同時に同年6月までの間、「南三陸2・3号」を全車両自由席で運行。
  - 7月1日 - 「南三陸2・3号」もキハ110系に置き換え。指定席車両の連結を復活。
  - 7月27日 - キハ28-2174+キハ28-2380+キハ28-2318+キハ52-盛岡色（盛岡車）+キハ58-国鉄色（盛岡車）の5両編成による『さようならキハ28南三陸』の運転がびゅうプラザ古川支店主催の団体列車で行われた。
- 2008年（平成20年）3月15日 - ダイヤ改正。所要時間を8 - 9分短縮し、2時間を切る。
- 2009年（平成21年）4月25日 - この日よりゴールデンウィーク中（同年5月6日まで）の土曜・日曜・祝日に限り、「南三陸1・4号」に指定席車両を1両（2号車）連結（あわせて1両増結し、全区間4両での運行となる）。以降多客期には同様の措置がとられる。
- 2010年（平成22年）3月13日 - 「南三陸2・3号」が3両から通年4両となり、指定席車両を2号車から4号車に変更。同時に「南三陸1・4号」の指定席連結日の指定席車両を2号車から4号車に変更。「南三陸4号」の小牛田 - 仙台間を4両から5両に増結。
- 2011年（平成23年）
  - 3月11日 - 東北地方太平洋沖地震発生。走行区間の一つである気仙沼線が津波被害を受けたため、この日の夕方（3号・4号）以降運行中止となる（朝夜の間合い運用のみ4月25日に運転再開）。
  - 8月25日 - この日発売の時刻表から当列車の記述が削除される。

なお震災当日南三陸1号に使用され震災後気仙沼駅に留置されていた車両は、大船渡線と東北本線経由で小牛田に回送された。

## 関連商品
Wきっぷ（企画回数乗車券、2枚綴り）（旧：仙台←→気仙沼 - 盛往復きっぷ）
- 設置区間：盛 - 気仙沼←→仙台
- 経由：東北線・石巻線・気仙沼線・大船渡線（千厩・一ノ関経由の利用は不可）

※仙台 - 古川間に限り別途特急券を購入すると東北新幹線の利用が可能となる。
- 発売額：3,600円
- 有効期間：発売日より1か月間有効
- 発売期間：通年
- 利用期間：通年
- 発売箇所：仙台支社東北線白石駅 - 石越駅間及び利府駅、あおば通駅 - 石巻駅間、北仙台駅 - 愛子駅間、古川駅・鳴子温泉駅・山下駅・亘理駅・白石蔵王駅・くりこま高原駅にあるみどりの窓口設置駅及びびゅうプラザ、びゅうプラザ仙台団体旅行センター、盛岡支社南気仙沼・気仙沼・陸前高田・盛の各駅、JR気仙沼旅行センター

東日本大震災に伴い販売を休止していたが、2012年8月20日より柳津駅 - 気仙沼駅間のBRTの運行開始に伴い、販売を再開した。大船渡線区間（気仙沼駅 - 盛駅間）についてもこの区間のBRTの運行開始により有効区間となっている。